# کامپاتولا ۱۰۷۷
سیارک ۱۰۷۷ (به انگلیسی: 1077 Campanula، نامگذاری:1926TK) هزار و هفتاد و هفتمین سیارک کشف شده‌است که در ۶ اکتبر ۱۹۲۶ و در هایدلبرگ کشف شد.
قدر مطلق سیارک برابر ۱۲٫۲۰ است.